# Damals, das Meer

Großbritannien um 800, mit den Königreichen von Northumbria und East Anglia

Damals, das Meer ist das vierte Werk der Jugendbuchautorin Meg Rosoff, die 1956 in Boston, Massachusetts (USA), geboren wurde, in Harvard studierte und danach kurz bei einer Werbeagentur in New York arbeitete, bevor sie 1989 nach London übersiedelte. Hier studierte sie Bildhauerei, heiratete, bekam eine Tochter und begann erst im Jahre 2003, unmittelbar nach dem Krebstod ihrer jüngsten Schwester, mit dem Schreiben. Da alle ihre bisherigen Geschichten in England spielen und dort auch publiziert wurden, wird Meg Rosoff oft irrtümlich für eine britische Schriftstellerin gehalten.
What I Was, das Original von Damals, das Meer, erschien 2007, die deutsche Fassung in der Übersetzung von Brigitte Jakobeit folgte 2009. Das Buch wurde sowohl für den „Costa Children’s Book Award“ als auch für die „Carnegie Medal“ nominiert und in Deutschland mit dem „Luchs des Jahres 2009“ prämiert.
Die Geschichte spielt im Jahre 1962 an der ostenglischen Küste und erzählt von der heimlichen Freundschaft zwischen zwei Teenagern: der eine ein unglücklicher Internatsschüler, der andere ein unabhängiger Einsiedler, der auf einer Sandbank in der Nähe der Schule ein isoliertes, aber freies Leben führt.

## Inhalt

### Prolog
Den Rahmen des Romans bilden die Erinnerungen eines alten Mannes, der sich mit Wehmut seiner ersten Liebe erinnert und darüber als Ich-Erzähler ebendiesen Roman schreibt: „Ich bin hundert Jahre alt, ein unmögliches Alter, und meine Gedanken sind nicht in der Gegenwart verankert. So driften sie dahin und landen fast immer am gleichen Ufer. Heute, wie an den meisten anderen Tagen, ist das Jahr 1962. Das Jahr, in dem ich die Liebe entdeckte. Ich bin wieder sechzehn.“

### Handlung
Der 16-jährige Hilary ist bereits von zwei Schulen relegiert worden, als er 1962 in das Internat St. Oswald eingewiesen wird, einen kalten und düsteren viktorianischen Backsteinbau an der nebelverhangenen Küste Ostenglands (East Anglia). Die Schule erscheint ihm wie ein Gefängnis, das Leben dort unerträglich. Er hasst den Unterricht, den Sport, seine Mitschüler und die Lehrer. Vor allem aber hasst er sich selbst, seinen zu kleinen Körper, seine strohigen Haare, seine skeptischen Augen, sein hässliches Gesicht, das auf Fotos seiner Ansicht nach „immer verschlagen und ziemlich idiotisch“ aussieht.
Als er sich eines Tages während eines Geländelaufs von den anderen absetzt, stößt er zufällig auf Finn, einen auffallend gut aussehenden, wortkargen Altersgenossen. Der lebt nach dem Tod seiner Großmutter, die ihn bis dahin sehr liberal aufgezogen und ihm das Lesen und Schreiben beigebracht hat, völlig allein und zurückgezogen in einer kleinen Hütte am Strand. Ohne je eine Schule besucht oder eine sonst übliche Erziehung erfahren zu haben, hat er sich anhand von Büchern selbst ausgebildet, ist sehr belesen, ernährt sich vom Fischfang und arbeitet regelmäßig auf dem lokalen Wochenmarkt. Hilary hält das für ein ideales Leben. Er bewundert Finn, beneidet ihn um seine paradiesische Freiheit, besucht ihn von nun an immer öfter und fühlt sich von dem stillen Jungen fasziniert und auf rätselhafte, fast erotische Weise angezogen.
Kurz vor Ostern gelingt es ihm, mit Hilfe gefälschter Briefe an seine Eltern und die Schulleitung, dafür zu sorgen, dass er die gesamten Osterferien heimlich bei Finn verbringen kann. Ein teils hartes, teils romantisches Leben an der unwirtlichen Küste, dessen Meer zur Kulisse und zum Spiegel seiner sehnsüchtigen Irritationen und emotionalen Wechselbäder wird. Er lernt paddeln und segeln, angeln und Reusen heben. Man klettert und taucht, arbeitet sich die Finger wund, friert und wärmt sich wieder auf am prasselnden Ofenfeuer der kargen Fischerhütte. Hilary, bisher ohne richtige Freunde und überall nur von Zynikern umgeben, denen er mit ruppigem Sarkasmus Paroli zu bieten versucht, ist zum ersten Mal in seinem Leben richtig glücklich.
Gegen Ende des Schuljahres wird Finn plötzlich sehr krank, und Hilary fürchtet, seinen Freund mit dem ansteckenden Drüsenfieber infiziert zu haben, das sich einige Wochen zuvor im Internat ausgebreitet hatte. Da Hilarys Verhalten inzwischen aber von allen mit Argwohn verfolgt wird, muss er seine Besuche auf der Sandbank einschränken und kann sich daher nur unzureichend um seinen Patienten kümmern. Als er dann eines Tages jedoch entdeckt, dass Finns Lager mit großen Blut- und Kotflecken beschmiert ist, ist er so erschrocken, dass er nun doch einen Krankenwagen bestellt. Finn, völlig geschwächt, will fliehen, wird aber aufgegriffen und noch rechtzeitig ins Krankenhaus eingeliefert.
Die Freundschaft der beiden lässt sich jetzt nicht länger vor der Öffentlichkeit geheim halten. Mitschüler und Lehrer missverstehen jedoch die Unschuld dieser Beziehung, vor allem, als sich, auch zu Hilarys großer Überraschung, herausstellt, dass Finn sich im Krankenhaus als Hilary ausgegeben hat, in Wahrheit ein Mädchen und erst vierzehn Jahre alt ist, also noch zwei Jahre jünger als er. Ein Skandal! Zumal Hilary neben der angeblichen Verführung Minderjähriger auch noch die Schuld am Tod eines seiner Mitschüler vorgeworfen wird. Finns Mutter wird ausfindig gemacht und das Mädchen zurück in deren Obhut gegeben. Hilary muss die Schule verlassen und ebenfalls zurück zu seinen Eltern. Die polizeilichen Ermittlungen gegen ihn dauern fast zwei Jahre, bis sich endlich herausstellt, dass der Tote einem bloßen Unfall zum Opfer gefallen und Hilary unschuldig ist. Hilary sagt sich von seinem Elternhaus los und zieht kurzerhand um in die verlassene, inzwischen von einem apokalyptischen Sturm arg ramponierte Hütte. Er repariert sie, richtet sich wohnlich darin ein, verdient sein Geld auf dem Wochenmarkt und tut überhaupt alles, was Finn vorher zu tun pflegte. So verwirklicht er allmählich seinen Traum, diesem immer ähnlicher, immer mehr selbst zu Finn zu werden – und nennt sich schließlich auch so. Der steigende Meeresspiegel jedoch, der die Sandbank seit je bedroht hat, setzt die Strandhütte immer häufiger unter Wasser, bis sie eines Tages schließlich ganz in den Fluten versinkt: Hilarys um Finns Verehrung und Solidarität willen vollzogener Identitätswechsel kann letztlich nicht verhindern, dass er den Schauplatz ihrer Idylle, das Symbol seiner ersten großen Liebe, den Gezeiten preisgeben muss.
Viele Jahre später wagt es Hilary noch einige Male, Finn zu besuchen, ohne ihr freilich die Wahrheit, seine Neigung zu ihr, zu gestehen. Er fühlt sich schuldig und überweist ihr fast achtzig Jahre lang regelmäßige Geldbeträge auf ihr Bankkonto, weil er, um ihr Leben zu retten, sie einst verraten und ihr glückliches Inselleben zerstören musste. Er, der sich später nie mehr in eine andere Frau verlieben kann, wird sehr alt, überlebt Finn und streut in einer letzten Szene ihre Asche ins Meer, genau dort, wo einst ihre gemeinsame Hütte stand.

### Nebenfiguren
(Die Seitenzahlenangaben der folgenden Abschnitte beziehen sich auf die unten angegebene, im Carlsen-Verlag erschienene Romanausgabe.)
Die Lehrer:
Das Lehrerkollegium besteht aus „einem bunt gemischten Haufen von Krüppeln und psychisch angeschlagenen Existenzen“, alle schon etwas ältere Männer und Kriegsveteranen, deren Mehrzahl „kaum Erwähnung verdient“ (22): der kleine, dicke Schulleiter und Religionslehrer Mr Beeson, ein Napoleon-Fan, dessen „Latein- und Griechischkenntnisse kaum besser“ waren als die der Schüler; Mr Parkhouse, ein fanatischer Sportlehrer, dessen Training einer militärischen Grundausbildung ähnelt; der Englischlehrer Thomas Thomas, ein weinerlicher Idealist und Stotterer (wie sein Name unterstreicht), der seine „langen weißen Hände“ vor allem zur Benutzung des Rohrstocks verwendet; der Französischlehrer Markel, ein baskischer Widerstandskämpfer, der sich im Unterricht gern vom Thema ablenken lässt, um leidenschaftlich über „Folter und Selbstaufopferung unter der Vichy-Regierung“ zu erzählen; der langweilige Mr Brandt, der verweichlichte Mr Lindsay, der eitle, ein Toupet tragende Mr Harper.

Am einflussreichsten ist allerdings Mr Barnes, ein manisch-depressiver Geschichtslehrer, „der ein Kriegstrauma, eine Gesäßprothese und nur ein Auge hatte“ und mit seinen Geschichten von „Anarchie und Gewalt“ des Mittelalters eine Saite in den Schülern zum Klingen bringt, die alles sonstige pädagogische Gerede von Humanität, Idealismus und Geist übertönt.(99)

Eine weitere Sonderrolle spielt Hilarys „Hausvorstand“ Gordon Clifton-Mogg, ein mit weitreichenden disziplinarischen Rechten ausgestatteter Internatshausmeister, der sich zwar väterlich fürsorglich gibt (47) und von seinen Schülern Vertrauen verlangt, in Wahrheit aber jeden ihrer Schritte wie ein misstrauischer Schießhund kontrolliert und nur darauf abzielt, ihren Willen zu brechen.(147)

Obwohl „eine ordentliche Schulausbildung ein Privileg“ ist (103), erscheint es also unter solchen Voraussetzungen keineswegs verwunderlich, dass Hilary, wie Finn vorwurfsvoll feststellt, „erstaunlich ungebildet“ bleibt, zumal er die sonstigen „Zutaten“ des Internats als noch schlimmer empfindet: „das miese Essen, die Kälte, die Langeweile, die Isolation. Die ewig dauernden Winter [ohne Heizung]. Die Aussicht auf all die vor dir liegenden Jahre, in denen du hinter Backsteinmauern eingekerkert bist, ohne Hoffnung auf Rettung.“ (86) Hilarys vernichtendes Resümee: „Meiner Meinung nach waren diese Schule und ihre Zeitgenossen nichts als billige Händler für gesellschaftlichen Status, die an gutbürgerliche Jungen ohne besondere Verdienste ein aufgeblasenes Selbstwertgefühl verkauften.“ (13)

Die Mitschüler:
Hilarys pubertäre Mitschüler, von ihren Eltern meist als lästige Störenfriede ins Internat abgeschoben, sind wahre sadistische Monster: „Wie die meisten Jungen waren wir weit mehr an Blut interessiert als an Kunst und Kultur. Wir lechzten nach Enthauptungen, brutalen Vierteilungen, nach Nasen und Ohren und Oberlippen, die wegen kleiner Vergehen abgeschnitten wurden, nach Brandmalen, beigebracht mit heißen Eisen. Wir konnten nicht genug hören von zu Tode gekochten Missetätern, auf dem Scheiterhaufen verbrannten Mördern, ausgestochenen Augen und mit Nägeln durchstoßenen oder an der Wurzel abgeschnittenen Zungen. Es konnte gar nicht genug Vergewaltigungen, Brandschatzung, Folter, Schmerz, Hautkrankheiten, Häutungen und stinkende eitrigen Plagen geben, um unsere Blutrünstigkeit zu befriedigen“ (186).
Seine beiden Zimmergenossen Barrett und Gibbon wirken zunächst nur stumpf und teilnahmslos (10), dahinter allerdings verbergen sich alle Facetten „sozialer Tücke“ (175): scheinheilige Häme, missgünstige Schadenfreude, erpresserische Geldgier und, als Ventil für den täglichen Frust, vor allem immer wieder zügellose Gewalt und eine destruktive Kommunikation, mit der man sich in sarkastischen Beleidigungen und obszönen Anspielungen zu überbieten und über Wasser zu halten versucht.
Reese, der dritte Zimmergenosse, ist der Underdog der Gruppe, ein Schwächling, der seiner Opferrolle zu entkommen versucht, indem er sich wie eine Klette an Hilary hängt und vergeblich um dessen Freundschaft buhlt. Er weiß von Finn, verrät aber nichts und hält auch so lange dicht, bis man die Wahrheit buchstäblich aus ihm herausprügelt (208). Fast tragische Züge erhält er, als er sich, um Hilary vor der Rache der Schüler zu warnen, in Todesgefahr begibt und – seine letzte Opferrolle – darin umkommt. Aufgewertet wird seine im Grunde genommen jämmerliche Existenz auch dadurch, dass seine penetrante Anhänglichkeit eine deutliche Parallele zu Hilarys Verhalten bildet, der sich ja ähnlich hartnäckig an Finn klammert, dem solche Treue ebenfalls lange Zeit lästig ist.

Die Eltern:
Die betuchten Eltern der gehobenen Mittelschicht, die ihre Kinder nach St. Oswald schicken, waren Leute, „deren Ehen nicht gerade leidenschaftlich waren und deren Beziehung zu ihren Kindern eher das Wort ‚Pflicht’ als das Wort ‚Liebe wachrief. Manchmal hatten sie einen Hund im Schlepptau, einen Spaniel, oder einen apricotfarbenen Pudel, der zum Haar der Mutter passte“. Sie verbringen ihren Urlaub am Mittelmeer, haben Haushälterinnen und „ein gut unter Kontrolle gehaltenes Gefühlsleben“ (212). Auch Hilarys Eltern gehören dazu, eine Familie von Anwälten und Bankiers, der Vater etwas unterkühlt und pessimistisch, die Mutter etwas unsicher und übertrieben freundlich, die ihren Sohn „nach Strich und Faden verwöhnt“ (66), wenn er alle paar Monate einmal nach Hause kommt. Und doch sind sie, nach Aussage des einhundertjährigen Ich-Erzählers, wohl „nicht ganz unglücklich“, als sie ihn endlich loswerden (209).

Von Finns Familie erfährt man kaum etwas. Wie er selbst, bleibt vieles undurchdringlich und im Nebel der Vergangenheit verborgen. Ein paar spärliche Informationen über seine sechzehnjährige Mutter, die das Kind nach drei Jahren schreiend der Großmutter überlässt und vermutlich vom Land in die Stadt zieht, das ist alles, woran sich Finn erinnern kann (oder wozu er sich zu sprechen herablässt). Als man sie nach Finns Krankheit schließlich ausfindig macht, ist sie darüber nicht besonders erfreut. Sie hat inzwischen einen neuen Freund und zwei weitere Kinder und geht (vielleicht, weil sie selbst schlechte Erfahrungen mit jungen Männern gemacht hat) sofort auf Konfrontationskurs zu Hilary.
Von Finns Vater existiert nur das Foto eines bärtigen Mannes mit verwittertem Gesicht, dazu ein Boot und ein Pferd. Das ist alles.
Seine Großmutter will mit 18 Jahren Lehrerin werden, ihr Vater ist dagegen, sie brennt durch, heiratet und zieht, nachdem ihr Mann gestorben ist, in die Fischerhütte, nimmt Finn zu sich, bringt ihm das Lesen, Schreiben und Rechnen bei und überlässt alles Übrige dem Zufall, der Schule des Lebens.

St. Oswald:

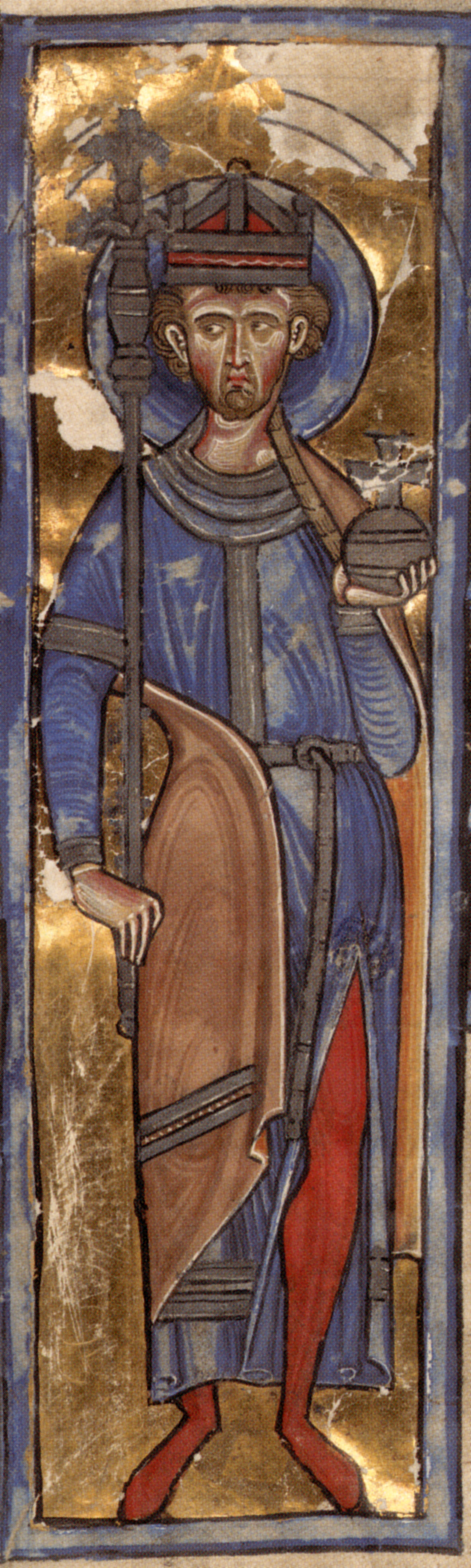
St. Oswald, 642 A.D.

Der Heilige Oswald, dessen Stele mit seinem in Stein gemeißelten Porträt einst in der Nähe der Schule gefunden und inzwischen ins Britische Museum nach London transportiert wurde, ist der Schutzpatron des Internats und taucht (wie so vieles in diesem Roman) in zweifacher Erscheinung auf: einerseits im 10. Jahrhundert als Erzbischof von York und andererseits im 7. Jahrhundert als junger König von Northumbria, der den Briten das Christentum brachte, in East Anglia eine Abtei gründete und vier Königreiche Britanniens zu vereinen suchte. Nur der zweite interessiert Hilary und wird von ihm zum Referatthema im Unterricht gemacht. Denn dessen grausames Schicksal (zu Tode gehackt und mit ausgerissenen Gliedmaßen verscharrt) und vor allem sein jugendliches Aussehen faszinieren ihn: das bartlos glatte Gesicht, das starke Profil und „der schön geschwungene Mund“ (104). Hilary hat ihn zu seinem Schutzengel („Wache über mich!“, 109) erkoren und in ihm wohl auch eine homoerotisch getönte Identitätsgestalt gefunden. Als er auf der Suche nach den Überresten von Oswalds Abtei in der versunkenen Stadt ein paar Meilen die Küste aufwärts unter Wasser plötzlich „eine rätselhafte Vision“ hat und „ein blasses Oval mit wehenden Haaren, flüchtig und hell wie der Mond“, erblickt (134), stellt sich Sekunden später heraus, dass es Finn ist, der ihn „reingelegt“ hat: ein weiteres Symbol für Finns geheimnisumwitterte Identität und sein lange erfolgreiches Versteckspiel, das den Clou der gesamten Geschichte ausmacht.

## Form
Neben dem Identitätswechsel spielt der Roman mit mehreren Motiven, die seinen literarischen Anspruch begründen und über das Niveau eines gewöhnlichen Jugendbuches hinausgehen. Dabei bedient er sich betont oft einer Metaphorik, die sowohl Bilder des Meeres als auch der Historie beschwört und so den eigenwilligen deutschen Titel legitim erscheinen lässt.

- Typographisch durch Fettdruck hervorgehoben und daher optisch von vornherein auffallend sind allerdings zunächst die vom Erzähler in seine Erinnerungen eingestreuten zehn „Regeln“,[5] mit denen Hilary sein Leben und seine Umgebung selbstironisch kommentiert. Er, der an der Schule gerade deren Regeln am meisten hasst (86), schafft sich so mit der Zeit ein eigenes Reservoir an teilweise recht paradoxen Maximen und Verhaltensmustern, gewonnen in der Schule des Lebens, d. h. an der neuen Lebenspraxis, die sich zwar einerseits zunächst am Vorbild seines vergötterten Lehrmeisters Finn ausrichtet, zunehmend aber von Selbstüberwindung und Selbstständigkeit geprägt ist: „Ich zwang mich, nicht zimperlich zu sein, und befolgte meine eigenen Regeln, noch während ich sie erfand.“ (77) – Scheinbar wahllos und „unregelmäßig“ auf die 34 Kapitel des Romans verteilt, imitieren jene zehn Regeln parodistisch die als schiere Willkür empfundenen Regeln des Schulbetriebs. Vom misstrauischen Imperativ „Traue niemandem“ (Regel 1) bis zur skeptisch-philosophischen Sentenz „Es gibt keine Wahrheit“ (Regel 10), deren Gehalt einer Selbstaufhebung allen Regelwerks gleichkommt, spiegeln sie Hilarys emanzipatorische Lernschritte, bleiben bis zum Schluss pessimistisch gestimmt und beeinflussen den melancholischen Grundton des Romans. So bilden sie den Kontrapunkt zur verlogenen Scheinheiligkeit und zum falschen Optimismus der Internatspädagogik und enden erst, als Finn, todkrank darniederliegend, als Mentor ausfällt, Hilary sich endgültig auf eigene Füße stellt und selber zu Finn wird: „Man sollte meinen, dass es dazu eine Regel gibt, aber die Regeln waren mir ausgegangen.“ (216)

- Vor allem aber sind da, wie oben bereits angedeutet, die zahlreichen historischen Hinweise, insbesondere die auf das „finstere Mittelalter“, die Epoche, die nicht nur Schulthema ist, sondern auch in Form verschiedener Anspielungen mit der Romanhandlung eng verwoben wird. Zur Identitätsfindung der Jungen und zur Befriedigung ihres Hungers nach echtem Leben gehört es, den Dingen sowohl zeitlich wie räumlich buchstäblich auf den Grund zu gehen und sich einerseits in historische Bücher zu versenken wie andererseits zu den am Meeresboden ruhenden Überresten eines römischen Forts und einer mittelalterlichen Stadt hinabzutauchen. Wenn der Geschichtslehrer von den Schlachten und der Grausamkeit jener Zeiten erzählt, dann zeigen sich die Schüler ganz begeistert davon. Korrespondierend dazu veranschaulicht Finns äußerst primitives und hartes Leben in seiner Strandhütte, wie das alltägliche Leben unter solchen Umständen tatsächlich aussieht.

- Einen weiteren wichtigen Motivkomplex bildet die wiederholte (und geologisch zutreffende) Erwähnung, dass sich die englische Ostküste im Laufe der Jahrhunderte immer weiter zum Meer senkt, während die „auf der anderen Seite liegende [West]Küste von Wales“ immer höher steigt, „was den Schluss nahelegt, dass ganz England langsam ins Meer kippt. […] Ich freue mich schon sehr auf dieses langsame Absinken ins Nichts und glaube, dass es unserem Lande unendlich gut tut.“[6] Bezeichnenderweise ist es gerade dieser, hier von Hilary noch mit hämischer Schadenfreude herbeigewünschte Vorgang, den er später um jeden Preis verhindern will, aber nicht kann: Sein kleines Paradies ist einem unaufhaltsamen Untergang geweiht, Finns Hütte wird ebenfalls vom Wasser überflutet.

- Im Schlusskapitel, das im Jahre 2046 spielt, also den Zeitpunkt des Erzählens in die Zukunft verlagert, werden die beiden eben erwähnten Motivstränge miteinander verknüpft. Der mittlerweile zum Greis gealterte Protagonist gleitet in seinem Boot langsam über die einst so verhasste Schule, die vom steigenden Meer inzwischen völlig verschluckt wurde: „Und an diesem Punkt endet meine Geschichte. Hier, während mich mein zuverlässiges kleines Skiff über die Vergangenheit trägt. Ich bin ein alter Mann mit einem Kopf voller Erinnerungen, und es gibt einen Teil von mir, der immer zurückblickt, der in umgekehrter Richtung schwimmt, vorbei am zwanzigsten Jahrhundert, vorbei am neunzehnten, achtzehnten und siebzehnten Jahrhundert, der ständig rückwärts fliegt, zurück, zurück und immer noch weiter zurück, bis er langsamer wird und schließlich in der Mitte des siebten Jahrhunderts anhält, wo ich in einer Hütte am Meer lebe und meinen Unterhalt mit Fischen verdiene, in einem gusseisernen Gefäß Eintopf koche, Holz für mein Feuer am Strand sammle und angle und in Kriegen kämpfe, um zu beschützen, was mir gehört, auch wenn es nicht sehr viel ist.“[7] – Ähnlich wie die Zeit in diesem endlosen Bandwurm-Satz, verschwimmt auch die Gegenwart buchstäblich mit dem, was war, und dem, was sein wird. Ähnlich wie in dieser eigenartigen Liebesgeschichte heimliche Sehnsüchte und harsche Realität miteinander abwechseln, scheint der Roman auch sonst allenthalben den festen Boden und alle Sicherheit „im nagenden Rhythmus von Ebbe und Flut“ verflüssigen zu wollen.[8]

## Rezeption
Wie alle seriösen Autoren, kommt auch Meg Rosoff nicht ohne kleine Anleihen bei der großen Weltliteratur aus. Sie hat nicht nur ihren Daniel Defoe („Robinson Crusoe“), Charles Dickens („David Copperfield“), Mark Twain („Tom Sawyer“ und „Huckleberry Finn“) und J. D. Salinger („The Catcher in the Rye“) gründlich gelesen, sondern kennt ganz offensichtlich auch den „Tillerman“-Romanzyklus ihrer ebenfalls aus Boston stammenden Kollegin und Bestseller-Autorin Cynthia Voigt. Vor allem aber scheint sie beim Verfassen von What I Was den sowohl von der Psychologie als auch vom (allerdings an die nordamerikanische Ostküste verlagerten) Ambiente her sehr ähnlichen Roman „Salt Water“ von Charles Simmons im Hinterkopf gehabt zu haben.
Wie dort der 15-jährige Michael, aber auch wie Tom Sawyer und Huckleberry Finn, wie Holden Caulfield, der „Fänger im Roggen“, und die Tillerman-Kids, treiben bei Meg Rosoff die Jugendlichen wie Strandgut am Ufer einer Welt, in der sie „vollkommen auf sich geworfen sind. Erwachsene sind Randfiguren, mit etwas Glück unwesentlich, nicht hilfreich bis geradezu verächtlich, wenn das Unglück überhand nimmt. Das gibt dem Geschehen einen Hauch von Melancholie. Manchmal ist da eine Schärfe, die in Bitterkeit übergehen kann, abgefangen nur durch den Humor, der auch manchmal wehmütig ironisch ist. Der Mangel an Geborgenheit sorgt dafür, dass das Geschehen ganz auf die Perspektive der jungen Helden zurückfällt. Sie haben diesen weitgestellten Blick auf die Welt, unbegrenzt durch Konvention, Gewohnheit, Abgebrühtheit. Tiefer wird man in das Erleben eines jugendlichen Helden nicht dringen können, allein das macht schon Mut.“

## Rezension
Hannes Hintermeier (FAZ): „[Meg Rosoffs] Helden sind im schwierigsten Alter. Wenn sich das Hirn neu sortiert, aus dem Kind ein Jugendlicher wird. Wenn sie nicht wissen, ob sie Männchen oder Weibchen sind. Einige verstehen zu kommunizieren ohne Worte, können Gedanken lesen wie die englischen Cousins, die ungeniert rauchen und den Jeep steuern. Andere sprechen mit ihren Blicken, wie der einjährige Bruder des fünfzehnjährigen David. Der wirft seine Spielsachen in einen Schirmständer, aus dem er sie nicht mehr befreien kann. Während der große Bruder darüber nachdenkt, warum kleine Kinder so unsinnige Spiele spielen, antwortet ihm der Einjährige stumm, aber deutlich: ‚Ich spiele gar nicht. Ich denke übers Fallen nach.‘ Von solchem Zuschnitt sind die Zwischenwesen der Meg Rosoff. Ganz normale Pubertierende also, und doch jenen entscheidenden Meter verrückt aus einer Realität, die Erwachsene sich angewöhnt haben, für wirklich zu halten.

Offiziell sind das Bücher für Jugendliche. Drei der vier außergewöhnlichen Romane liegen in der den trockenen, lyrischen Ton sehr gut treffenden Übersetzung von Brigitte Jakobeit im ‚Harry Potter‘-Verlag Carlsen vor. Aber Rosoff trennen Welten von J. K. Rowling oder auch von Stephenie Meyer. Erwachsene, die sich sicherheitshalber in diesem Segment tummeln, weil ihnen altersgemäße Belletristik zu hoch ist, erfahren bei ihr, was eine Literatur schafft, wenn sie nicht mit Plot und Spannungshandwerk, sondern mit sprachlicher Kunstfertigkeit und schillernden Figuren besticht.“

### Textausgaben
- Meg Rosoff: Damals, das Meer. Aus dem Englischen übersetzt von Brigitte Jakobeit. Carlsen-Verlag, Hamburg 2009, ISBN 978-3-551-58196-9.
- Meg Rosoff: What I Was. Puffin, London 2007, ISBN 978-0-14-138343-9.